# Schwarzenstein
Schwarzenstein (ital. 'Sasso Nero') is een 3368m hoge berg gelegen in de Zillertaler Alpen op de staatsgrens tussen Oostenrijk en Italië.